# 河西街道 (德令哈市)
河西街道，是中华人民共和国青海省海西蒙古族藏族自治州德令哈市下辖的一个乡镇级行政单位。

## 行政区划
河西街道下辖以下地区：
建设路社区、昆仑路社区、朝阳路社区、渠南路社区、柴达木路社区、巴音河村、北山村、巴音河西村、白水河村和甘南村。